# 圣洛朗德沃
圣洛朗德沃（法語：Saint-Laurent-de-Vaux，法語發音：[sɛ̃ loʁɑ̃ də vo]）是法国罗讷省的一个旧市镇，属于索恩河畔自由城区。2015年，圣洛朗德沃与市镇沃涅赖合并为新的沃涅赖，新市镇属于里昂区。

## 地理
圣洛朗德沃（45°42'56"N, 4°37'57"E）面积2.64 平方千米，位于法国奥弗涅-罗讷-阿尔卑斯大区罗讷省，该省份为法国中东部省份，北起顺时针与索恩-卢瓦尔省、安省、里昂大都会、伊泽尔省和卢瓦尔省接壤。
与圣洛朗德沃接壤的市镇（或旧市镇、城区）包括：沃涅赖。

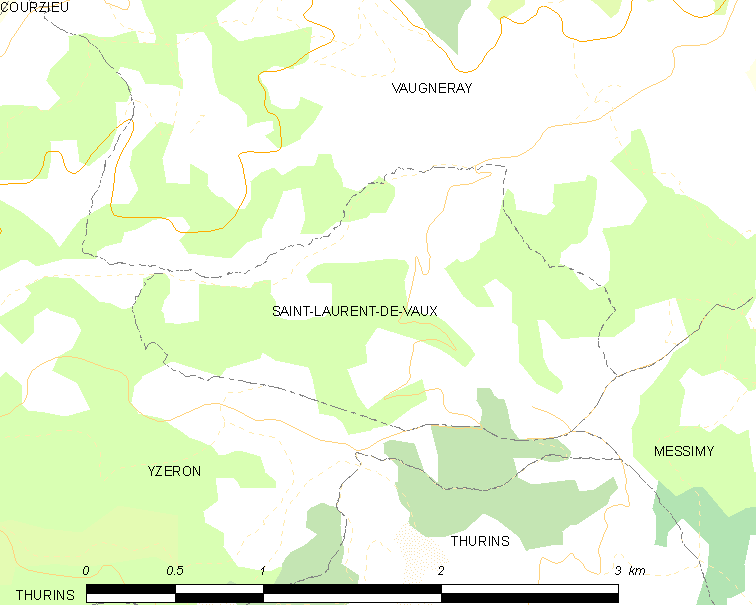
圣洛朗德沃的OSM定位图

圣洛朗德沃的时区为UTC+01:00、UTC+02:00（夏令时）。

## 行政
圣洛朗德沃的邮政编码为69670，INSEE市镇编码为69221。

## 政治
圣洛朗德沃所属的省级选区为沃涅赖县。

## 人口

1962-2008年间圣洛朗德沃人口变化图示

圣洛朗德沃于2018年1月1日时的人口数量为273人。